# لووووو
لووووو (به بلغاری: Luvovo) یک منطقهٔ مسکونی در بلغارستان است که در شهرستان کاردژالی واقع شده‌است.